# Крейґ Вікторі
Крейґ Вікторі (англ. Craig Victory, 3 лютого 1980) — австралійський хокеїст на траві.
Бронзовий призер Олімпійських Ігор 2000 року.
Переможець Ігор Співдружності 2002 року.
Срібний призер Чемпіонату світу 2002 року.
Переможець Трофею чемпіонів 1999 року, срібний призер 2001, 2003 років.